# Огіївська сільська рада (Сахновщинський район)
Огі́ївська сільська́ ра́да — адміністративно-територіальна одиниця та орган місцевого самоврядування в Сахновщинському районі Харківської області. Адміністративний центр — село Огіївка.

## Загальні відомості
Огіївська сільська рада утворена в 1928 році.
- Територія ради: 58,65 км²
- Населення ради: 1 171 особа (станом на 2001 рік)

## Населені пункти
Сільській раді підпорядковані населені пункти:
- с. Огіївка
- с. Гаркушине
- с. Тернуватка

## Склад ради
Рада складається з 14 депутатів та голови.
- Голова ради: Петренко Лариса Олександрівна
- Секретар ради: Островерх Зоя Григорівна

### Керівний склад попередніх скликань
| Прізвище, ім'я, по батькові   | Основні відомості                                                 | Дата обрання | Дата звільнення |
| ----------------------------- | ----------------------------------------------------------------- | ------------ | --------------- |
| Лимар Володимир Іванович      | Сільський голова, 1955 року народження, член Партії регіонів      | 26.03.2006   | 31.10.2010      |
| Петренко Лариса Олександрівна | Сільський голова, 1965 року народження, освіта вища, позапартійна | 31.10.2010   |                 |

Примітка: таблиця складена за даними сайту Верховної Ради України

### Депутати
За результатами місцевих виборів 2010 року депутатами ради стали:

#### За суб'єктами висування
| Суб'єкт висування                 | Кількість обраних депутатів | %    |
| --------------------------------- | --------------------------- | ---- |
| Партія регіонів                   | 10                          | 71,4 |
| Політична партія «Сильна Україна» | 3                           | 21,4 |
| Політична партія «Наша Україна»   | 1                           | 7,1  |

#### За округами
| № округу                          | Прізвище, ім'я, по батькові      | Дата визнання обраним | Освіта  | Партійна приналежність                | Відомості про обраного депутата                          |
| --------------------------------- | -------------------------------- | --------------------- | ------- | ------------------------------------- | -------------------------------------------------------- |
| Партія регіонів                   |                                  |                       |         |                                       |                                                          |
| 1                                 | Подріз Людмила Петрівна          | 01.11.2010            | вища    | член Партії регіонів                  | СВК «Україна», інспектор відділу кадрів                  |
| 2                                 | Пантилейчук Наталія Григорівна   | 01.11.2010            | вища    | член Партії регіонів                  | Огіївська загальноосвітня школа, вчитель                 |
| 3                                 | Паламар Микола Григорович        | 01.11.2010            | вища    | член Партії регіонів                  | СВК «Україна», водій                                     |
| 6                                 | Герасименко Костянтин Вікторович | 01.11.2010            | вища    | член Партії регіонів                  | Огіївська загальноосвітня школа І-ІІІ ст., вчитель       |
| 8                                 | Говорушкін Микола Михайлович     | 01.11.2010            | середня | член Партії регіонів                  | СВК «Україна», механіза-тор                              |
| 9                                 | Бугир Анатолій Олександрович     | 01.11.2010            | вища    | член Партії регіонів                  | тимчасово не працює                                      |
| 11                                | Калінін Сергій Олександрович     | 01.11.2010            | вища    | член Партії регіонів                  | тимчасово не працює                                      |
| 12                                | Пупена Іван Михайлович           | 01.11.2010            | вища    | член Партії регіонів                  | Огіївський сільський Будинок культури, художній керівник |
| 13                                | Терещенко Валентина Василівна    | 01.11.2010            | вища    | член Партії регіонів                  | Огіївська загальноосвітня школа, вчитель                 |
| 14                                | Паламар Валентина Олексіївна     | 01.11.2010            | середня | член Партії регіонів                  | приватний підприємець                                    |
| Політична партія «Наша Україна»   |                                  |                       |         |                                       |                                                          |
| 7                                 | Черненко Наталія Анатоліївна     | 01.11.2010            | середня | член Політичної партії «Наша Україна» | тимчасово не працює                                      |
| Політична партія «Сильна Україна» |                                  |                       |         |                                       |                                                          |
| 4                                 | Політович Олександр Вікторович   | 01.11.2010            | середня | позапартійний                         | СВК «Україна», електрик                                  |
| 5                                 | Островерх Зоя Григорівна         | 01.11.2010            | середня | позапартійна                          | Огіївська сільська рада, головний бухгалтер              |
| 10                                | Корнієнко Микола Іванович        | 01.11.2010            | вища    | позапартійний                         | СВК «Україна», головний агроном                          |